# Mathenesserbrug
De Mathenesserbrug is een stalen ophaalbrug over de Delfshavense Schie, in het stadsdeel Delfshaven in de Nederlandse gemeente Rotterdam. De Mathenesserbrug verbindt het Mathenesserplein in het Nieuwe Westen met de Mathenesserdijk, de Mathenesserweg en de Grote Visserijstraat in Bospolder/Tussendijken. De brug wordt gepasseerd door de tramlijnen 21, 23 en 24.
De eerste Mathenesserbrug is gebouwd vanaf 1915 en is ontworpen door Jos Klijnen, een architect van Gemeentewerken Rotterdam. Deze brug was gemetseld uit baksteen en had vier pijlers met torentjes. In een van deze torentjes was het brugwachtershuisje. In combinatie met het Mathenesserplein, dat was ontworpen door Jo van den Broek vormde de Mathenesserbrug een stedenbouwkundige eenheid. De brug werd op 31 augustus 1923 geopend.
De eerste Mathenesserbrug is in 1984 vervangen door een nieuwe brug die niets van de charme van de oude Mathenesserbrug heeft.

## Fotogalerij

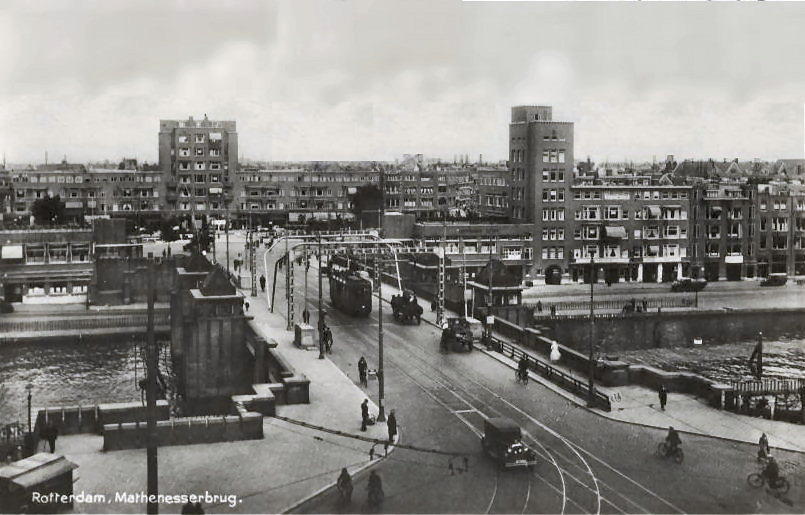
Mathenesserbrug en Mathenesserplein in 1934